# 上越市立水族博物館
上越市立水族博物館（じょうえつしりつすいぞくはくぶつかん）は、新潟県上越市五智にある上越市営の日本の水族館である。起源は1934年に遡るが、2018年6月に「うみがたり」という愛称でリニューアルオープンした。

## 概要
上越市の直江津地区中心部に程近い、日本海沿岸に位置する。当館の起源は1934年の私立水族館開館に遡る。1953年に博物館となり、1954年に市営に移管された。
2018年に「うみがたり」の名のもとでリニューアルオープンした現在は約300種・45,000点の水棲生物を飼育している。
館内の「マゼランペンギンミュージアム」マゼランペンギンでは世界最多の飼育数の約120羽（これまで日本国内最多とされており、建て替えに伴い調査したところ世界最多であることが分かった） が暮らしており、来館者による餌やり体験のサービスも実施されている。また日本で5館目となるシロイルカも展示され（ただし、後述の通り全頭死亡のため、2020年7月3日以降は展示なし）、通年でハンドウイルカによるパフォーマンスも開催されている。
2015年（平城27年）4月1日に指定管理者制度を導入し、横浜・八景島シーパラダイス（神奈川県横浜市金沢区）を運営する「株式会社 横浜八景島」が指定管理者となり、同社による体制に移行した のち、2018年6月26日に6代目となる新施設がオープンした。

## ギャラリー

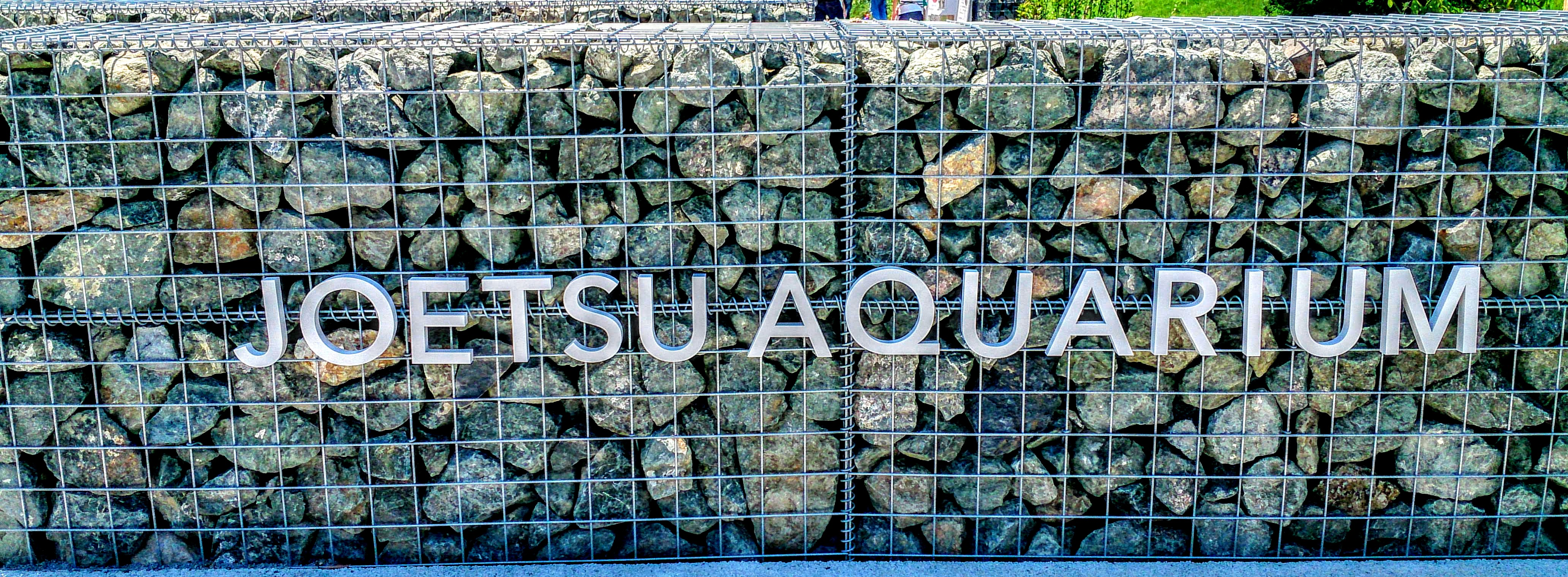
建物表示

## 歴史
現在の施設は、現上越市域の水族館施設としては6代目にあたる。

### 前史
1933年7月23日、上越地方で初めての水族館となる能生水族館が、新潟県能生町（現在の糸魚川市）で旅館を営んでいた瀧榮六郎によって開設された。施設は1928年の横浜水族館などに関わった平田包定によるもので、14の水槽で約40種の淡水・海水魚や甲殻類を展示していたという。しかしながら、この施設は冬季閉館中の翌1934年に波浪によって破壊されてしまう。

### 初代
同年7月21日、瀧は直江津町の八坂神社境内に直江津水族館を開設する。1インチ（2.54 cm）厚のガラスを用いた水槽には循環式のろ過装置を備えて地先の魚類を展示しており、大鯛と大鱒が放流された大水槽があったという。また水産学校から捕獲したアオウミガメの寄贈を受けたこともあった。2年目には水槽の増設を行うなどしたものの、直江津町の協力が得られないことを理由に瀧は閉館を決め、存続運動や周辺地域の誘致の結果春日村（後に高田市に編入、現在は上越市）の五智国分寺近辺への新築移転が決定した。

### 2代目
1936年5月6日、春日村に移転した水族館は五智水族館として開館。建物は水色の小映画館風で、修学旅行生や団体旅行客で大いに賑わったものの太平洋戦争の影響で1943年に閉館したようである。

### 3代目
1949年3月（ただし当時の新聞では4月1日開館予定となっている）、中田松三が直江津町元砂山の砂浜上に直江津水族館（2代目）を開設。12の水槽と2つのため池を持つ86坪の木造平屋建てで、多くの魚種を導入して教育資料にする方針だった。
ところが1950年10月に中田は直江津町に対して水族館の売却を提案、結局町への譲渡は実現しなかったものの有志によって買収され、1951年3月1日に県からの認可を得て財団法人直江津水族館が発足した。その後来館者の3分の2が学校や園の団体利用であることなどを理由に博物館の登録申請を行い、1953年6月10日に認可を得て財団法人直江津水族博物館が発足した。
1953年12月8日の役員会で水族博物館を直江津町へ寄贈することが決まり、翌1954年4月1日付で直江津町に移管された。公立としての発足は直江津市発足の9日後の6月10日となり、直江津市立水族博物館が発足した。

### 4代目
施設の老朽化や海岸の波浪浸食が問題となったため、水族博物館は1957年に海浜公園内に新築移転した。13の水槽と放魚槽、展示室の中央には大平槽（上から覗き込む形式の平たい水槽）を屋内に備え、オットセイなども含めて60数種、千数百点を展示した。また野外にも飼育小屋が設けられ、クマ、ニホンザル、アヒル、インドクジャクといった鳥獣類も飼育されていた。なお、このころまでの水族博物館は越冬に必要な設備がなく、冬が近づくと飼育されていた魚類などは海に放して春まで休館していた。1971年4月29日の上越市発足に伴い、水族博物館も上越市立水族博物館となる。

### 5代目
施設の老朽化に加えて他の水族館に見劣りするようになってきたため、「日本海側随一といわれた秋田県男鹿水族館と肩を並べるような水族館」として1980年に開業した。先代までとは異なって通年営業となり、また夏季には他館からイルカを借用してイルカショーが行われた。建屋のデザインは国の指定重要有形民俗文化財であるどぶねと巻貝をモチーフにしており、56基の水槽を備えた鉄筋コンクリート造の地上2階・地下1階の建屋で約300種、約6,000点を展示した。1993年の「マリンジャンボ」「ペンギンランド」「マリンスタジアム」設置など施設の拡張・改修を繰り返し、2017年の閉館時点では74基の水槽で約400種、約10,000点を展示 していた。開館期間中に飼育した生物種は1,412種にのぼる。
開館時には館の外周に高架のサイクルモノレールが設置された。並列2人乗りの自転車の要領でペダルを漕いで進むもので、年間28,000人程度の利用があったものの末期には保守費用が収入と同程度かかっていた。2013年3月の定期点検で劣化の進行が確認され、5月の精密検査で建築基準法を満たしておらず改修に4,000万円かかる見通しとなったためその後解体撤去された。
改修・修繕しながら供用を継続していた各施設は老朽化が進行し、上越市では2006年（平成18年）に「新水族博物館整備検討委員会」を発足させて改築を検討したものの、翌2007年（平成19年）に当時の財政見直しから整備を見合わせることとなって計画は一旦凍結された。なお同年発生した新潟県中越沖地震では大水槽「マリンジャンボ」が破損する被害があり、修復工事が行われた。
しかし、耐震基準を充足していない上に大規模な改修も行われておらず、2015年（平成27年）春には北陸新幹線の開通を控え、集客効果を考慮する必要から2011年（平成23年）11月から再度検討作業を開始し、計画を進めることとなった。

#### 夏季特別展「イルカショー」
- 2000年 - ハンドウイルカ「シンディー（メス）」、「シェリル（メス）」 （江の島水族館）
- 2001年 - ハンドウイルカ「シェリル（メス）」　、「シャドウ（メス）」 （江の島水族館）
- 2002年 - ハンドウイルカ「シェリル（メス）」、「シャドウ（メス）」 （江の島水族館）
- 2003年 - ハンドウイルカ「スー（メス）」、「シャドウ（メス）」 （江の島水族館）
- 2004年 - ハンドウイルカ「パル（オス）」 、「シャドウ（メス）」 （新江ノ島水族館）
- 2005年 - ハンドウイルカ「パル（オス）」 、「シャドウ（メス）」 （新江ノ島水族館）
- 2006年 - ハンドウイルカ「ルイ（メス）」、「ハッピー（オス）」  （新江ノ島水族館）
- 2007年 - ハンドウイルカ「パル（オス）」、「ハッピー（オス）」 （新江ノ島水族館）
- 2008年 - ハンドウイルカ「サーフ（オス）」 （下田海中水族館）
- 2009年 - ハンドウイルカ「スダチ（メス）」、「カボス（メス）」 （伊豆・三津シーパラダイス）
- 2010年7月17日 - 8月22日 - ハンドウイルカ「5 → アイ（メス）」、「6 → エツ（メス）」（伊豆・三津シーパラダイス）
  - 上越市立水族博物館にて一般公募を行い、愛称を命名[N 8]。
- 2011年7月16日 - 8月21日 - ハンドウイルカ「アイ（メス）」、「エツ（メス）」 （伊豆・三津シーパラダイス）
- 2012年7月14日 - 8月19日 - ハンドウイルカ「アイ（メス）」、「エツ（メス）」 （伊豆・三津シーパラダイス）

### 沿革
- 1934年（昭和9年） - 瀧栄六郎により、直江津の八坂神社前（西本町4丁目）に私立の水族館が設置される（初代）[11]。
- 1936年（昭和10年） - 五智国分寺の北側（五智4丁目）に移転（2代目）[11]。
- 1943年（昭和18年） - 太平洋戦争の影響で閉館[11]。
- 1949年（昭和24年） - 中田松三が本砂山（中央4丁目）に個人経営の水族館を開館（3代目）[11]。
- 1951年（昭和26年） - 『財団法人直江津水族館』と改称[11]。
- 1953年（昭和28年） - 博物館として登録され、『直江津水族博物館』と改称[11]。
- 1954年（昭和29年）7月 - 上越市の前身である直江津市（当時）に移管され、『直江津市立水族博物館』と改称[11]。
- 1957年（昭和32年） - 海浜公園内（西本町4丁目17-28）に移転（4代目）[11]。延床面積は626.91平方メートル[12]。
- 1971年（昭和46年）4月29日 - 市町村合併による直江津市の廃止に伴い、上越市に承継される[11]。
- 1979年（昭和54年）10月31日 - 4代目水族館閉館[13]。
- 1980年（昭和55年）7月18日 - 現在の所在地付近（西本町4丁目19-27）に移転する（5代目）[11]。敷地面積21,287.49平方メートル、本館（地下1階、地上2階建て）延床面積4,698.63平方メートル[14]。
- 1993年（平成5年）7月17日 - 改築・増築（当時館内最大の水槽となるマリンジャンボ（730 t）を始めとしたペンギンランド・マリンスタジアムなどの施設を増築）[15]。
- 2010年（平成22年）3月 - 改築（ペンギンランド・アザラシプール・マリンスタジアム・全館外壁など）。
- 2015年（平成27年）4月1日 - 指定管理者制度を導入し、「株式会社横浜八景島」を指定管理者とする体制に移行する[N 1]。
- 2016年（平成28年）6月5日 - 新水族館の建設に着工する。
- 2017年（平成29年）5月14日 - 旧水族館が建て替えに伴い営業終了[N 9]。
- 2018年（平成30年）6月 - 工事完了。
- 2018年（平成30年）6月26日 - 上越市立水族博物館「うみがたり」としてグランドオープン[N 2][N 10]。地上3階建ての鉄筋コンクリート（一部鉄骨）造[1]。
- 2019年（令和元年）8月11日 - うみがたりとしての来館者数が100万人を突破[N 11]。
- 2019年（令和元年）10月16日 - うみがたりがマゼランペンギンの一大生息地のプンタトンボ（英語版）があるアルゼンチン・チュブ州政府から、マゼランペンギンの「生息域外重要繁殖地」に指定された。同館での繁殖実績などが評価され、指定は国内初[N 12]。
- 2020年（令和2年）4月19日 - 新型コロナウイルス感染症拡大に伴う緊急事態宣言の対象区域拡大に伴い営業を休止[16]。
- 2020年（令和2年）5月11日 - 緊急事態宣言の対象区域縮小に伴い、営業を再開[17]。
- 2020年（令和2年）12月 - 日本建設業連合会主催の第61回BCS賞を受賞[18]。

### 展示生物
- 2018年6月26日 - バンドウイルカ「アーチ（オス）」「メイビス（メス）」「サシャ（メス）」「アルク（メス）」の通年の飼育により、以降のパフォーマンスは通年実施となる。
- 2018年7月13日 - バンドウイルカ「サシャ（メス）」が死亡[N 13]。死因は感染性肺炎による敗血症[N 14]。
- 2019年3月10日 - バンドウイルカ「アルク（メス）」が死亡。昨年12月中旬から体調不良が続き、パフォーマンスの出演を見合わせていた[N 15]。
- 2019年5月18日 - 腹部のみが白いナマコの展示を開始。糸魚川市の漁師が捕獲したもので、過去に全身が白いナマコの展示は行われたが、体の一部分が白いものは初めて[N 16]。
- 2019年6月18日 - 「うみがたり大水槽」にてマンボウの生体展示を開始。相模湾の定置網に入ったもので、体長約1 m、重さ50 kg。生きたマンボウの展示は博物館の歴史を通して初。同年7月10日に死亡するまで展示されていた[N 17][N 18]。
- 2019年11月6日 - アオイガイの生体展示を開始。貝殻をもったタコの仲間で、生体展示は2015年12月以来約4年ぶり[N 19]。
- 2020年1月25日 - 「くらげギャラリー」にてクリオネの展示を開始[19][N 20]。
- 2020年5月20日 - シロイルカ「リーヤ」が死亡[20][N 21]。死因は腎不全による尿毒症[N 22]。
- 2020年7月3日 - シロイルカ「ソーリャ」が死亡[21][N 22]。これによりシロイルカの展示は中止、以降の鯨類展示については市と協議するとしている。
- 2022年1月8日 - 名古屋港水族館からブリーディングローンで借り入れた2頭のゴマフアザラシ（12歳のメス「ナノハ」と11歳のオス「アラシ」）の展示を開始。前年11月に受け入れ環境にも慣れてきたという判断で一般公開された。先住の2頭（25歳のメス「コケ」と38歳のオス「ジロー」）と合わせてゴマフアザラシの飼育は4頭に。[N 23][N 24]

## イルカ連続死問題
「うみがたり」では、グランドオープン直後にバンドウイルカ「サシャ」が急死して以降、「アルク」、シロイルカ「リーヤ」、「ソーリャ」と、オープンから2年余りで搬入した鯨類6頭のうち4頭が死亡し、シロイルカについては全滅という事態となった。各個体の死亡時期と死亡原因は以下の通り である。並びは死亡時期の順。
- バンドウイルカ「サシャ」
  - 死亡時期：2018年7月13日
  - 死亡原因：感染性肺炎に起因する敗血症性ショック
- バンドウイルカ「アルク」
  - 死亡時期：2019年3月10日
  - 死亡原因：尿細管間質性腎炎と壊死性膵炎に起因する心筋梗塞および循環性ショック
- シロイルカ「リーヤ」
  - 死亡時期：2020年5月20日
  - 死亡原因：腎不全による尿毒症
- シロイルカ「ソーリャ」
  - 死亡時期：2020年7月3日
  - 死亡原因：肝臓ガス壊疽に起因する循環性ショック

上越市はこれを受けて、専門家による第三者検証委員会の設置を決定。検証は飼育、建築、水質の3つの観点から行うとし、それぞれの専門家から合わせて5名を選出し組織された。会合は2020年8月7日、11月29日、2021年1月23日の3回行われ、2月10日に報告書が公表された。
報告書では、ストレスによって各個体にそれぞれ内在していた要因が顕在化し、死に至ったと結論された。
飼育の面では、飼育員による各個体の取り扱いや個体間の関係は死とは関係ないとされた。横浜と上越の気候の差に加えて、水温を一定に保っていたことによって季節に対する体作りが不十分であったり、低気温や高気温の影響が相対的に大きくなる状況で、寒暖差の大きい上越の気候に晒されたことがストレスになったとしている。また、八景島から上越への移送時に一時的に給餌を止める「餌止め」が行われたことも各個体に悪影響を及ぼした可能性が指摘された。また、最後に死亡した「ソーリャ」については、同居していた「リーヤ」の死亡もストレス要因として考えられるとした（単独飼育を回避するために八景島に移送することも検討されたが、移動自体が強いストレス原因となりうるため取りやめられ、ゴマフアザラシとの同居や飼育員とのふれあい時間の増加といった処置がとられた）。プールの大きさは海外各国の基準と比較して狭いものの、各個体の行動からストレスを与えたとはいえないと判断された。
ただし、搬入後に各個体の腎臓の数値が一斉に悪化した時期があり、餌となる魚に含まれる成分の管理などに課題が残るとした。また、搬入後の血液検査による白血球数の変動は慢性的なストレスの可能性を示唆するものであったが、計測環境の差異などから（結果として）見過ごした点について、他の方法を用いて値の補正を試みるべきだったとした。
建築の面では、最大の特徴である野外に開放したプールの構造が気候の影響を拡大した可能性が指摘された。プールは海に向かって開けているため、冬の強風が直接吹き込み個体に悪影響を及ぼしたと考えられた。また開放された天井からの日光や降雪の影響もあるとされた。さらに、プールに隣接して設置されている浄水・循環装置の振動が、特に鯨類のコミュニケーションに用いられるとされる高周波領域で強く水中に伝搬していることが確認され、その影響を受けた可能性も指摘している。
水質の面では、飼育水質が死亡原因に影響したとは考えられないとした。
以上の点から、検証委員会は市に対して、上越の気候に沿った施設の改修や健康管理の強化を提言しており、市はそれに応じた即時の対策を実施し、また新年度予算による施設改修を検討している。

## 代表的な飼育動物
- ゴマフアザラシ

最年長のジョーが「立つアザラシ」としてテレビなどで紹介されていた。
- マゼランペンギン

2018年6月28日現在で118羽、2019年10月現在で124羽を飼育。この種の飼育数では世界一（2019年10月現在）。繁殖も盛んで、旧水族博物館時代では平均年7羽、2019年の繁殖期には18羽が新たに誕生した。東京スカイツリータウンのすみだ水族館の開館にあたって旧水族博物館時代に10羽を提供している。
- ハンドウイルカ

指定管理先の株式会社横浜八景島から移送した4頭のハンドウイルカ。2018年8月、2019年3月にそれぞれ1頭が死亡し、2020年6月現在は2頭。
- シロイルカ

同じく指定管理先の株式会社横浜八景島から移送した2頭のシロイルカ。新潟県内では初、日本国内では（開館時）5館目の飼育。2020年5月に1頭、7月に1頭が死亡し、2020年7月3日以降は展示なし。

## 開館時間
- 休館日：なし
- 開館時間：10時00分 - 17時00分（時期により時間変動）

## アクセス
- 北陸自動車道 上越ICより車で約10分
- JR東日本・えちごトキめき鉄道 直江津駅北口から徒歩約20分
- 頸城自動車「直江津ショッピングセンター前」バス停から徒歩約10分